# الانتزاع السويدي

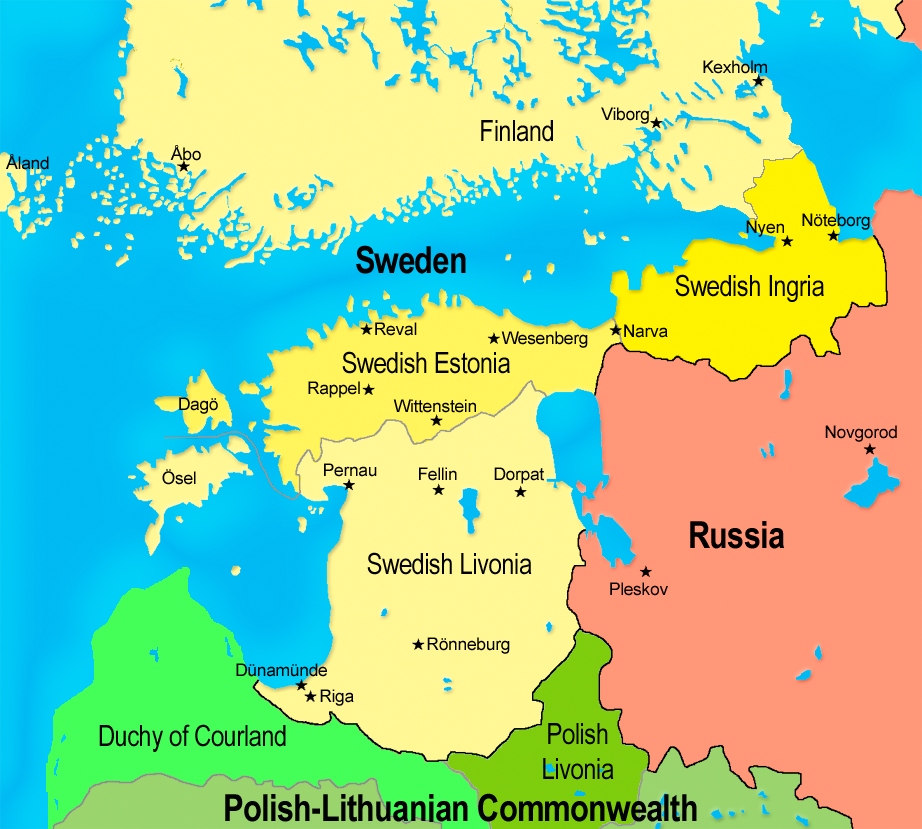

الانتزاع السويدي (بالسويدية: Svenska reduktioner؛ بالفنلندية: Iso peruutus) هو استرجاع التاج السويدي للإقطاعيات التي سبق وأن منحها لنبلاء السويد.
استعاد الانتزاع الأول في عهد كارل العاشر غوستاف سنة 1655 ربع «الهبات» التي تتم بعد عام 1632. في الانتزاع الكبير في عهد كارل الحادي عشر سنة 1680 استعاد التاج الأراضي الممنوحة في وقت سابق إلى طبقة النبلاء. طال الانتزاع نبلاء وتجار وخدم الدولة والفلاحين على حد سواء، جزئياً كوسيلة للحد من قوة الأسر الارستقراطية كبيرة، جزئياً كوسيلة لتوفير السيولة المالية للدولة وجعلها قادرة على سداد ديونها.
عبر الانتزاع، فقدت الأسر الأرستقراطية الكبيرة قوتها في السويد و استـُبدلت ببيروقراطيين من أصول من الطبقة المتوسطة كدعائم تقوم عليها الدولة.